# Биковська Олена Володимирівна
Биковська Олена Володимирівна (нар. 13 липня 1974, Київ) — український учений у галузі освіти, педагог і громадський діяч, організатор позашкільної і вищої освіти, доктор педагогічних наук (2008), професор (2011), доктор хабілітований гуманістичних наук (2011), заслужений діяч науки і техніки України (2016), президент «Міжнародної асоціації позашкільної освіти [Архівовано 27 січня 2021 у Wayback Machine.]»[значущість факту?] (з 2016), завідувач кафедри позашкільної освіти Національного педагогічного університету імені М. П. Драгоманова (з 2012).

## Життєпис
Народилась 13 липня 1974 в м. Київ, Україна.
Освіта
1991 р. закінчила педагогічний клас середньої школи № 76 м. Києва.
З 1991 по 1996 рр. — навчання у Київському державному педагогічному інституті імені О. М. Горького (1991—1993), Українському державному педагогічному університет імені М. П. Драгоманова (1993—1996) (нині — Національний педагогічний університет імені М. П. Драгоманова), який закінчила з відзнакою.
З 1997 р. — аспірантура при Національному педагогічному університеті імені М. П. Драгоманова, яку успішно закінчила захистом кандидатської дисертації.
З 2003 р. — докторантура при Національному педагогічному університеті імені М. П. Драгоманова, яку успішно закінчила захистом докторської дисертації.
2003 р. — стипендіат Кабінету Міністрів України.
2005—2006, 2007—2008 рр. — стипендіат «Міжнародного Вишеградського фонду».
2011 р. — фіналіст програми «Відкритий світ» за підтримки Конгресу США.
2016 р. — учасник проекту «Навчальні програми професійного зростання» за підтримки Агентства США з міжнародного розвитку (USAID).
2001—2003 рр. — завідувач лабораторії діяльності позашкільних закладів Інституту проблем виховання НАПН України. Здійснила активний вклад у розробку соціально-педагогічних основ діяльності позашкільних закладів в сучасних умовах та їх впровадження у педагогічну практику.
2008—2018 рр. — ректор Інституту екології економіки і права. Значну увагу приділила питанню якості вищої освіти, розвитку студентського самоврядування, науковій діяльності і міжнародному співробітництву. За 10 років під керівництвом проф. Олени Биковської інститут збільшив кількість напрямів і спеціальностей, за якими здійснюється підготовка фахівців з вищою освітою з 5 до 15, забезпечив високу конкурентоспроможність своїх випускників, отриманих ними в ІЕЕП професійних компетентностей на ринку праці і в житті.
З 2001 р. плідно розвиває міжнародну співпрацю у сфері освіти і науки з іноземними закладами вищої і позашкільної освіти Болгарії, Польщі, Словаччини, Казахстан, Угорщини, Чехії й інших держав. Результатом співпраці є проведення спільних наукових досліджень у галузі освіти, численні наукові заходи, видання наукових праць та ін.
Одружена. Чоловік — Тимур Валерійович (нар. 1970), син — Биковський Ярослав Тімурович (нар. 1995).

## Наукова і педагогічна діяльність
2001 р. — захист дисертації на здобуття наукового ступеня кандидата педагогічних наук на тему: «Трудове виховання в позашкільних закладах у сучасних економічних умовах (на прикладі гуртків науково-технічного профілю)» зі спеціальності 13.00.02 — теорія та методика трудового навчання.
2006 р. — присвоєно вчене звання доцента.
2008 р. — наймолодший доктор педагогічних наук в Україні. Захист дисертації на здобуття наукового ступеня доктора педагогічних наук на тему: «Теоретико-методичні основи позашкільної освіти в Україні» зі спеціальності 13.00.01 — загальна педагогіка та історія педагогіки.
2010 р. — стала першим українським науковцем, який здобув ступень доктор хабілітований гуманістичних наук у галузі педагогіки, Академія Спеціальної Педагогіки імені Марії Гжегожевської у Варшаві (Республіка Польща).
2011 р. — отримала вчене звання професора.
Наукову діяльність поєднує з педагогічною.
З 1991 р. по теперішній час у Національному педагогічному університеті імені М. П. Драгоманова пройшла шлях — від студента, аспіранта, наукового співробітника, старшого викладача, доцента, докторанта, професора до завідувача кафедри позашкільної освіти.
Наукові дослідження проводила на основі наявного педагогічного досвіду.
1996—2002 рр. — керівник гуртка «Початкове технічне моделювання» Центру позашкільної роботи Ленінградського району м. Києва.
Здійснила понад 30 наукових досліджень у галузі освіти в Україні та інших європейських державах.
Чотири рази здобувала і реалізовувала гранти Президента України для підтримки наукових досліджень:
2005 — «Система позашкільної освіти в Україні та її роль у вихованні підростаючого покоління»
2008 — «Теоретико-методичні основи позашкільної освіти в Україні»
2011 — «Розроблення змісту підготовки педагогічних працівників для позашкільної освіти в Україні»
2017 — «Розроблення сучасної концепції позашкільної освіти в умовах децентралізації»
Двічі проводила дослідження з позашкільної освіти у європейських державах як стипендіат Міжнародного Вишеградського фонду:
2005—2006 — Республіка Польща, Краківський університет у Кракові, дослідження на тему: «Організація вільного часу дітей у Польщі».
2007—2008 — Словацька Республіка, Прешовський університет, дослідження на тему: «Організація вільного часу дітей у Словаччині».
Здійснювала підготовку і брала участь у понад 300 міжнародних та всеукраїнських науково-практичних конференціях, семінарах, тощо з питань освіти в Україні та інших державах, серед яких:
- Міжнародна науково-практична конференція «Наукова еліта у розвитку держав» (2010, 2012 [Архівовано 13 січня 2020 у Wayback Machine.], 2014 [Архівовано 13 січня 2020 у Wayback Machine.], 2016 [Архівовано 13 січня 2020 у Wayback Machine.], 2018 [Архівовано 13 січня 2020 у Wayback Machine.])
- Всеукраїнські з'їзди працівників освіти (2001, 2011)
- Форум до Дня позашкілля (2017, 2018, 2019)[14]
- Всеукраїнський форум педагогічних працівників позашкільної освіти «Позашкільна освіта в умовах децентралізації» (2016)[15]
- Стратегічна сесія з розвитку позашкільної освіти (2018)[16]
- ICTEP 2019 [Архівовано 13 січня 2020 у Wayback Machine.]
- Всеукраїнський круглий стіл «Підготовка педагогів позашкільної освіти: шлях становлення і розвитку» з нагоди 10-річчя підготовки педагогів-позашкільників (2019) та ін.

Під керівництвом проф. О. В. Биковської підготували і успішно захистили дисертації 11 докторів і кандидатів педагогічних наук, понад 100 магістрів.
Наукові дослідження присвячено питанням теорії і методики позашкільної освіти, педагогіки позашкільної освіти, організації вільного часу дітей у сучасних умовах суспільних трансформацій.
На основі ґрунтовних теоретичних напрацювань та узагальнення практичного досвіду у сфері позашкільної освіти О. В. Биковська здійснила наукове обґрунтування позашкільної освіти як системи, визначила її структуру і компоненти.
Розкрила історико-педагогічну сутність теорії та практики позашкільної освіти, встановила основні хронологічні етапи становлення і розвитку позашкільної освіти, діяльності закладів позашкільної освіти.
Проф. Олена Биковська розробила методику позашкільної освіти на основі компетентнісного підходу. У структурі компетентностей, що складають основу реалізації компетентнісного підходу в позашкільній освіті, виділила пізнавальну, практичну, творчу і соціальну компетентності.
На основі компаративного аналізу позашкільної освіти Україні та інших європейських державами, встановила їх спільність, що надало можливість для плідної співпраці, розширенню партнерських зв'язків, обміну досвідом роботи та є одним з важелів позитивного впливу на розвиток кожної країни, її соціальної і економічної сфери.
Проф. Олена Биковська ініціювала запровадження в Україні у закладах вищої педагогічної освіти підготовку фахівців за спеціалізацією з позашкільної освіти (з 2008), створення науково-дослідної лабораторії теорії і методики позашкільної освіти (2009) і першої в Україні кафедри позашкільної освіти (2012) при Національному педагогічному університеті імені М. П. Драгоманова, започаткування освітніх програм з позашкільної освіти (з 2016).
Запровадила і викладає навчальні дисципліни: «Основи позашкільної освіти», «Педагогіка позашкільної освіти», «Теорія і методика позашкільної освіти», «Наукові основи позашкільної освіти» та ін.

## Громадська і волонтерська діяльність
- Засновник і Президент Міжнародної асоціації позашкільної освіти[17] (з 2016)
- Голова Громадської ради при Державній службі якості освіти України[18] (з 2017)
- Голова Науково-методичної комісії з позашкільної освіти Науково-методичної ради з питань освіти Міністерства освіти і науки України[19] (з 2009)
- Член спеціалізованих вчених рад із захисту докторських і кандидатських дисертацій у галузі педагогіки (з 2009)
- Член Ради голів громадських рад при органах виконавчої влади[20] (з 2019)
- Засновник і Віце-президент Міжнародної асоціації екологів університетів (з 2012)
- Засновник і Віце-президент Всеукраїнської асоціації випускників НПУ імені М. П. Драгоманова (з 2016)
- Член редколегій «Науковий часопис НПУ імені М. П. Драгоманова», «Рідна школа», газета «Позашкілля», «Pedagogika przedszolna i wczesnoszkolna», «Edukacja dorosłych», «Wczesna edukacja dziecka».

Брала участь у робочих групах з підготовки нормативно-правових актів у галузі освіти: проєкт Критеріїв та індикаторів для оцінювання якості освітньої діяльності у закладах позашкільної освіти [Архівовано 13 січня 2020 у Wayback Machine.] (2019), проєкт внесення змін до Закону України «Про позашкільну освіту» (2019), Постанова Кабінету Міністрів України від 24 липня 2019 р. № 649 «Про внесення змін до переліку органів ліцензування» [Архівовано 13 січня 2020 у Wayback Machine.], Закон України «Про внесення змін до деяких законів України щодо доступу осіб з особливими освітніми потребами до освітніх послуг» [Архівовано 13 січня 2020 у Wayback Machine.] (2018), Закон України «Про освіту» [Архівовано 15 квітня 2020 у Wayback Machine.] (2017), Наказ Міністерства освіти і науки, молоді та спорту України «Про затвердження Типових штатних нормативів позашкільних навчальних закладів» [Архівовано 13 січня 2020 у Wayback Machine.] (2012), Постанова Кабінету Міністрів України «Про затвердження Державної цільової соціальної програми розвитку позашкільної освіти на період до 2014 року» [Архівовано 13 січня 2020 у Wayback Machine.] (2010), Наказ Міністерства освіти і науки України Про затвердження Типових навчальних планів для організації навчально-виховного процесу в позашкільних навчальних закладах системи Міністерства освіти і науки України" (2008), Концепція проекту Закону України «Про оздоровлення та відпочинок дітей» [Архівовано 13 січня 2020 у Wayback Machine.] (2004), Наказ Міністерства освіти і науки України «Про затвердження Орієнтовних критеріїв оцінки діяльності позашкільних навчальних закладів» (2003), Постанова Кабінету Міністрів України «Про затвердження Програми розвитку позашкільних навчальних закладів на 2002—2008 рр.» [Архівовано 13 січня 2020 у Wayback Machine.] (2002), Указ Президента України «Про Національну доктрину розвитку освіти» [Архівовано 13 січня 2020 у Wayback Machine.] (2002) та ін.
Займалася волонтерською діяльністю. Організувала спільно з українськими і іноземними партнерами допомогу дітям і сім'ям, які постраждали від військових дій на сході України. Організували поїздки у Болгарію, Литву[неавторитетне джерело], Польщу понад 80 дітей у 6 групах.

## Праці
Автор понад 150 наукових і навчально-методичних праць, виданих в Польщі, Словаччині, Угорщині, Україні та інших державах світу, серед них:
- Bykovska O. Competency-Based Approach in the After-School Education as Innovative Methods (2019)[27]
- Bykovska O. Ukrainian After-School Education System: State and Topical Tendencies in the Development (2019)[28]
- Биковська О. В. Ліцензування у сфері позашкільної освіти (2019)[29]
- Позашкільна освіта: сучасний стан і візія (2019)[30]
- Стратегія розвитку позашкільної освіти (2018)[31]
- Позашкільна освіта: міжнародний досвід і кращі практики громадянського виховання дітей і молоді (2017)[32]
- Освіта як система. Тріада "Людина–Освіта–Держава (2017)[33]
- Педагогіка позашкільної освіти як субдисципліна педагогіки (2016)[34]
- Teoretyczno-metodyczne podstawy edukacji pozaszkolnej na Ukrainie (2015)[35]
- The state and perfection of non-formal education in Ukraine (2014)[36]
- Children's leisure time organization in Poland (2008)[37]
- Позашкільна освіта: теоретико-методичні основи (2008)[38]
- Реалізація компетентнісного підходу в позашкільній освіті та вихованні (2007)[39]
- Позашкільна освіта в Україні (2006)[40]
- Організація відпочинку та оздоровлення дітей: концепції, технології, досвід (2004)[41]
- Трудове виховання в позашкільних закладах у сучасних економічних умовах (на прикладі гуртків науково-технічного профілю) (2000)[42] та ін.

## Відзнаки
За визначні здобутки у галузі освіти і науки нагороджена:
- Нагрудний знак «Відмінник освіти України» (2002)
- Медаль «За вклад у науку» (2007)
- Премія Верховної Ради України найталановитішим молодим ученим в галузі фундаментальних і прикладних досліджень та науково-технічних розробок (2009)[43]
- Подяка Національної академії наук України (2009)
- Нагрудний знак Міністерства освіти і науки України «Софія Русова» (2009)
- Медаль «За визначний внесок у поширення ідеї єдності Європи» (2013)
- Medal Uniwersytetu Pedagogicznego im. Komisji Edukacji Narodowej w Krakowie (укр. «Медаль Краківського університету імені Комісії народної освіти») (Республіка Польща) (2013)
- Почесний знак Національної академії педагогічних наук України «Ушинський К. Д.» (2014)
- Почесне звання України «Заслужений діяч науки і техніки України» (2016)
- Золота медаль НПУ імені М. П. Драгоманова (2019)
- Медаль Національної академії педагогічних наук України «Леся Українка» (2019) та ін.
- Орден Крила Святого Михаїла (Дама, 2020).